# Xbox 360
Xbox 360 es la segunda videoconsola de sobremesa de la marca Xbox producida por Microsoft. Fue desarrollada en colaboración con IBM y ATI (AMD) y lanzada en América del Sur, América del Norte, Japón, Europa y Australia entre 2005 y 2006. Su servicio Xbox Live (el cual es de pago y ya no está activo ) permite a los jugadores competir en línea y descargar contenidos como juegos arcade, demos, tráileres, programas de televisión y películas. La Xbox 360 es la sucesora directa de la Xbox, y compitió con la PlayStation 3 de Sony y Wii de Nintendo como parte de las videoconsolas de séptima generación.
Como principales características técnicas, están su unidad central de procesamiento basado en un IBM PowerPC y su unidad de procesamiento gráfico que soporta la tecnología de Shaders Unificados. Este le permite alrededor de 8 horas de juego continuo sin ningún problema, ya que esta se autoapaga cuando detecta el calentamiento y solo volverá a encender cuando se enfríe. El sistema incorpora un puerto especial para agregar un disco duro externo y es compatible con la mayoría de los aparatos con conector USB gracias a sus puertos USB 2.0. Los accesorios de este sistema pueden ser utilizados en una computadora personal como son los xbox 360 controller y el volante Xbox 360.
La Xbox 360 se dio a conocer oficialmente en la cadena de televisión MTV el 5 de mayo de 2005 y las fechas de lanzamiento fueron divulgadas en septiembre de ese mismo año en el festival de videojuegos Tokyo Game Show. Es la primera consola en proporcionar un lanzamiento casi simultáneo en tres regiones principales de ventas (Europa, Japón y Estados Unidos).
Desde su lanzamiento en 2005, existieron cinco modelos de los cuales los dos últimos: Slim y Elite finalizaron su producción en 2016 dando por terminada la producción total de la consola luego de más de 10 años en el mercado. La consola tuvo buen mercado en Norteamérica, Europa y otras regiones del mundo (con la excepción de Japón). A fecha de enero de 2009, Microsoft había vendido 39 000 000 consolas, según las cifras oficiales. Se suspende la producción del modelo prémium el 28 de agosto de 2009, pero las unidades seguirán siendo vendidas hasta que se agote el suministro.
El 20 de abril de 2016, Microsoft anunció la descontinuación de la videoconsola en todo el mundo. Pero el servicio en línea sigue presente a pesar de la misma discontinuación de la consola, habiendo servicio en línea de todos los títulos disponibles que tengan servicio en línea incluido (incluido Demostraciones y Juegos Arcade, algunos títulos como Chromehounds, Army of Two. Battlefield 2: Modern Combat, Crysis 2, EA Sports MMA, The Lord of the Rings: Conquest, The Lord of the Rings: The Battle for Middle-Earth II, WWE All Stars, Grand Theft Auto V, entre muchos otros, actualmente tienen cesados su servicio en línea en Xbox Live), se desconoce en la actualidad cuando será el cese del servicio en línea de la Xbox 360. Su último juego conocido fue Just Dance 2019.
El último firmware de la consola fue lanzado el 19 de noviembre de 2019 es el 2.0.17559.0, donde hay una corrección de errores menores y mejoras.
Desde el 29 de julio de 2024, la tienda de Xbox 360, fue dado de baja y ya no es posible comprar juegos digitales, así como DLC y contenido extra. Las aplicaciones de vídeo y televisión también dejarán de funcionar en Xbox 360 a partir de ese día. Todos los juegos comprados se podrán seguir reproduciendo como hasta ahora, y además se podrán seguir comprando juegos de Xbox 360 desde las tiendas de Xbox One y Xbox Series X/S, así como desde la web oficial de la tienda, para reproducirlos en las consolas modernas mediante retrocompatibilidad.

## Historia

### Antecedentes
Antes de incursionar al mercado de videoconsolas, Microsoft únicamente se dedicaba al desarrollo de sistemas operativos, videojuegos de plataformas para ordenadores personales de Windows y Apple Macintosh, programas de multimedia y aplicaciones de ofimática (como la suite Microsoft Office). También la empresa norteamericana producía algunos periféricos para computadoras personales: teclados, ratones, volantes de carreras, gamepads, joysticks. En 1998, Microsoft colaboró con Sega, en la adaptación del sistema operativo Windows CE para la videoconsola Dreamcast. Tres años después, Microsoft presenta su primera videoconsola de sobremesa, nombrada Xbox. Este sistema fue basado en la tecnología de las computadoras personales, lo cual muchos desarrolladores de videojuegos aprovecharon esta similitud para adaptar un gran número de juegos y dieron lugar un catálogo de juegos atractivo para el público. Siendo capaz de aprovechar sus conocimientos de software para desarrollar una consola que logró llegar al segundo puesto de ventas.

### Desarrollo
A comienzos de 2002, Microsoft comenzó a trabajar en el sucesor de la consola Xbox, ese mismo año Sony se asociaba con Toshiba e IBM para empezar el desarrollo del nuevo procesador de la consola PlayStation 3 y de otros productos electrónicos. El grupo de trabajo de Microsoft asignado al desarrollo de la Xbox 360, se le conoció "Xbox Console Design Architecture", estuvo dirigido por el arquitecto en sistemas Nick Baker. Nick Baker fue especialista en electrónica que trabajó en el desarrollo de la videoconsola 3DO y también participó en algunos proyectos para la compañía Apple Inc.
El 13 de agosto de 2003, Microsoft firma el acuerdo con ATI para el desarrollo del procesador del gráfico de la Xbox 360. Más tarde, en 2005, Microsoft revela las principales características del procesador gráfico de ATI: soportara 48 shaders, que se ocupara en los matices de color, sombreado y detalles de los objetos gráficos, y el procesador incluirá de 10 MB de memoria. El 3 de noviembre de 2003, Microsoft revela que IBM colaborada en el desarrollo del procesador central. El 25 de noviembre de 2003, Microsoft firma el acuerdo con IBM para el desarrollo del procesador central. En la rueda de prensa, especifican que el procesador incluirá tres núcleos y correrá una velocidad de 3.2 GHz cada uno.
En febrero de 2005, el grupo de mercadotecnia de Microsoft decide nombrar a la consola, "Xbox 360", y el 12 de mayo de 2005, en la cadena de televisión MTV se confirma definitivamente el nombre. El nombre se basa en las encuestas que Microsoft hizo a la gente, preguntando si el nombre Xbox 360, PlayStation 3 y Nintendo N5 sonaba de nueva generación. Por otra parte, Microsoft no quiso utilizar el nombre Xbox 2 porque hacía alusión al nombre PlayStation 2.

### Presentación
El 12 de mayo de 2005, en la cadena de televisión MTV, Microsoft presenta oficialmente la Xbox 360. En el evento televisivo, se confirma que el equipo incluirá una unidad central de procesamiento basado en el IBM PowerPC con tres núcleos a 3,2 gigahercios cada uno, 512 megabytes de memoria de acceso aleatorio, disco duro extraíble de 20 GB, controladores inalámbricos, conectividad Wi-fi, puertos USB y la opción de poder agregar el lector de películas HD DVD. También, Microsoft anuncia los futuros juegos que habrá en el equipo y las versiones de los equipos que se venderán de la Xbox 360 (Xbox 360 Core y Premium) con su respectivo precio. Por último confirman el nombre definitivo del equipo.
Después de la presentación oficial de la Xbox 360, Microsoft se dio a la tarea de encargar la fabricación del equipo a las compañías ensambladoras. En agosto de 2005, Microsoft encomienda a tres compañías asiáticas (Celestica, Flextronics y Wistron) la producción de los discos duros y de la misma consola. Dichas compañías ya habían trabajado con Microsoft en la manufactura de la Xbox y de algunos dispositivos.
El 16 de septiembre de 2005, en el festival de videojuegos Tokyo Game Show, Microsoft anuncio las fechas de lanzamiento de la Xbox 360. En el evento también se confirma el desarrollo de más 200 juegos para el equipo entre ellos: Kameo, Dead or Alive 4, Gears of War, Ninety Nine Nights y Resident Evil 5. Durante el acto, se presentaron algunas demostraciones de los juegos PGR3 y Ninety Nine Nights, dichos juegos, confirman que estarán disponibles en Japón.
La Xbox 360 fue lanzada el 22 de noviembre de 2005, en los Estados Unidos y Canadá; el 2 de diciembre de 2005, en Europa y el 10 de diciembre de 2005, en Japón. Más tarde, en 2006, la Xbox 360 se vendió en México, Colombia, Corea del Sur, Hong Kong, Singapur, Taiwán, Australia, Nueva Zelanda, Sudáfrica, Bolivia, Perú, India, Brasil, Polonia, República Checa, Rusia, Hungría, Eslovaquia, y Filipinas. En su primer año en el mercado, el sistema se lanzó en 36 países, más países que cualquier otra consola haya lanzado en un solo año. Debido a su temprano lanzamiento, la Xbox 360 lleva un año de ventaja a sus rivales Sony con su PlayStation 3 y Nintendo con su Wii. El primer día del lanzamiento de la Xbox 360 en los Estados Unidos y Canadá, en pocos minutos el equipo estaba totalmente agotado en todas las grandes tiendas, debido al bajo número de unidades puestas a la venta.

### Modelos
Debido a los altos costos de fabricación de la Xbox 360, Microsoft decide lanzar inicialmente un modelo básico y uno profesional. A medida que fueron surgiendo revisiones en el hardware y la fuerte competencia en el mercado, aparecieron nuevos modelos (como la Xbox 360 Elite y la Xbox 360 Arcade).Se pueden encontrar consolas de diferentes colores.
A finales de 2006, la Xbox 360 estuvo disponible en dos variantes estándar: el paquete "Xbox 360 Premium" tenía un precio de US$399 o £280, y la "Xbox 360 Core" su precio era US$299 y £199. La original versión Premium incluía un pequeño control remoto de multimedia como en promoción. Posteriormente en 2007, fue lanzado el paquete Elite con un precio de US$479.
El modelo básico Xbox 360 Core, que fue lanzado inicialmente al mercado, Microsoft lo sustituye por la "Xbox 360 Arcade", en octubre de 2007. El 10 de marzo de 2008, Microsoft anuncia una rebaja general de todos sus modelos de la Xbox 360, en el mercado europeo, el monto rebajado es de 80 euros.

#### Modelos comerciales
- La Xbox 360 Core es un modelo básico de la Xbox 360, se lanzó con un precio de 299 € y 299 $. El paquete incluye un controlador con cable de 3 m, cable audio/vídeo, un mes de prueba de la Xbox Live Gold.[31] A diferencia de la Xbox 360 Premium, la Core tiene un acabado en la bandeja del DVD, de color gris. En octubre de 2007, la Xbox 360 Core es reemplazada por la Xbox 360 Arcade.[29][32]
  - La Xbox 360 Arcade es un modelo básico de la Xbox 360, tiene un precio de 179.99 € y 279.99 $. Este modelo es una revisión de la Xbox Core que mejora su rendimiento y funcionalidad. El 18 de octubre de 2007, Microsoft anuncia públicamente este modelo en el diario Financial Times[33] y el 22 de octubre de 2007, se confirman las fechas de lanzamiento. El paquete incluye: un controlador inalámbrico, unidad de memoria de 256 MB, cable compuesto AV, salida HDMI 1.2, 5 títulos de Xbox Live Arcade y el juego SEGA SuperStars Tennis.[34]
  - La Xbox 360 Premium es el segundo modelo puesto a la venta con la diferencia este incluye disco duro. Inicialmente este modelo dispuso de una unidad central de procesamiento y una unidad de procesamiento gráfico de noventa nanómetros (nm). En las revisiones posteriores, el procesador central de 90 nm fue reemplazado por uno de 65 nm y se le agregó a este modelo un puerto HDMI. En el futuro Microsoft tiene planeado sustituir las unidades centrales de procesamiento de 65 nm por unas de 45 nm. Desde 2005 la Xbox 360 Premium dispone de un disco duro SATA de 20 GB, control remoto, mando inalámbrico, cable Ethernet, y por último un cable de alta definición.[35] En 2008, el disco duro de 20 GB es reemplazado por uno de 60 GB, pero esta medida es aplicada en algunos países como México, Chile, Perú, España, Estados Unidos y Reino Unido. Con la reducción de los costos de fabricación de los equipos Xbox 360, Microsoft anuncia el retiro del modelo Premium en todo el mundo, en agosto de 2009. Quedando a la venta únicamente el modelo Arcade y Elite.[36] Sin embargo, en EE. UU. se continúa vendiendo los stocks acumulados con un precio de $249.99 dólares.[37][38]
  - La Xbox 360 Elite es el cuarto modelo de la Xbox 360, fue lanzado el 29 de abril de 2007, en EE. UU.[39] y el 24 de agosto de 2007 en Europa.[40] El paquete incluye: disco duro SATA de 120 GB, cable HDMI, un mes de suscripción a Xbox Live Gold y Silver.[40] A diferencia de la Xbox 360 Premium, la versión Elite tiene un acabado en color negro en la carcasa y el controlador inalámbrico (Gamepad) que le da elegancia a la consola. Este modelo surge como una de las primeras revisiones que se hicieron al hardware de la Xbox 360. Su precio oficial es de US$449.99[41] y €369.99.[42]
- La Xbox 360 S es el quinto modelo que fue lanzado el 16 de julio de 2010. Se presentó por primera vez en la E3 de 2010, sus características principales es su disco duro de 250 GB (también existe de 4 GB), Wi-Fi interno, botones táctiles, y su acabado en negro brillante. También el equipo es de menor tamaño y menos ruidoso a comparación de sus predecesoras. La Xbox 360 de 250 GB sustituye los anteriores modelos, tiene ventilación mejorada y se apaga cuando se encuentra demasiado caliente para prevenir el error de las 3 luces rojas[43]
- La Xbox 360 E fue lanzada el 10 de junio de 2013, tras dar más detalles sobre Xbox One, Microsoft decidió lanzarla a la venta, dándole más tiempo de vida a la 360. Esta incluye un diseño inclusive más pequeño y delgado que la 360 S. Se encontraba en varios colores.

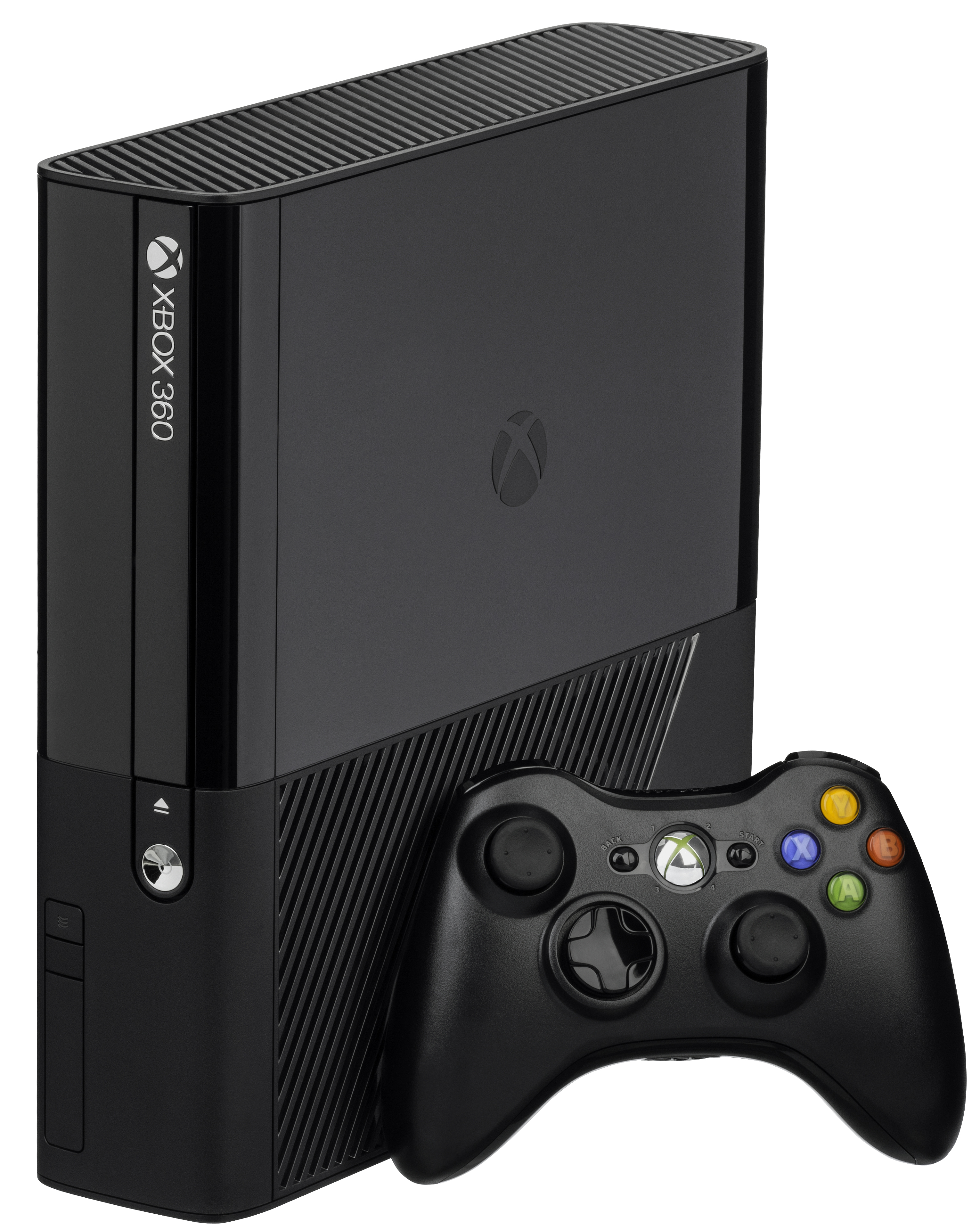
La Xbox 360 E.

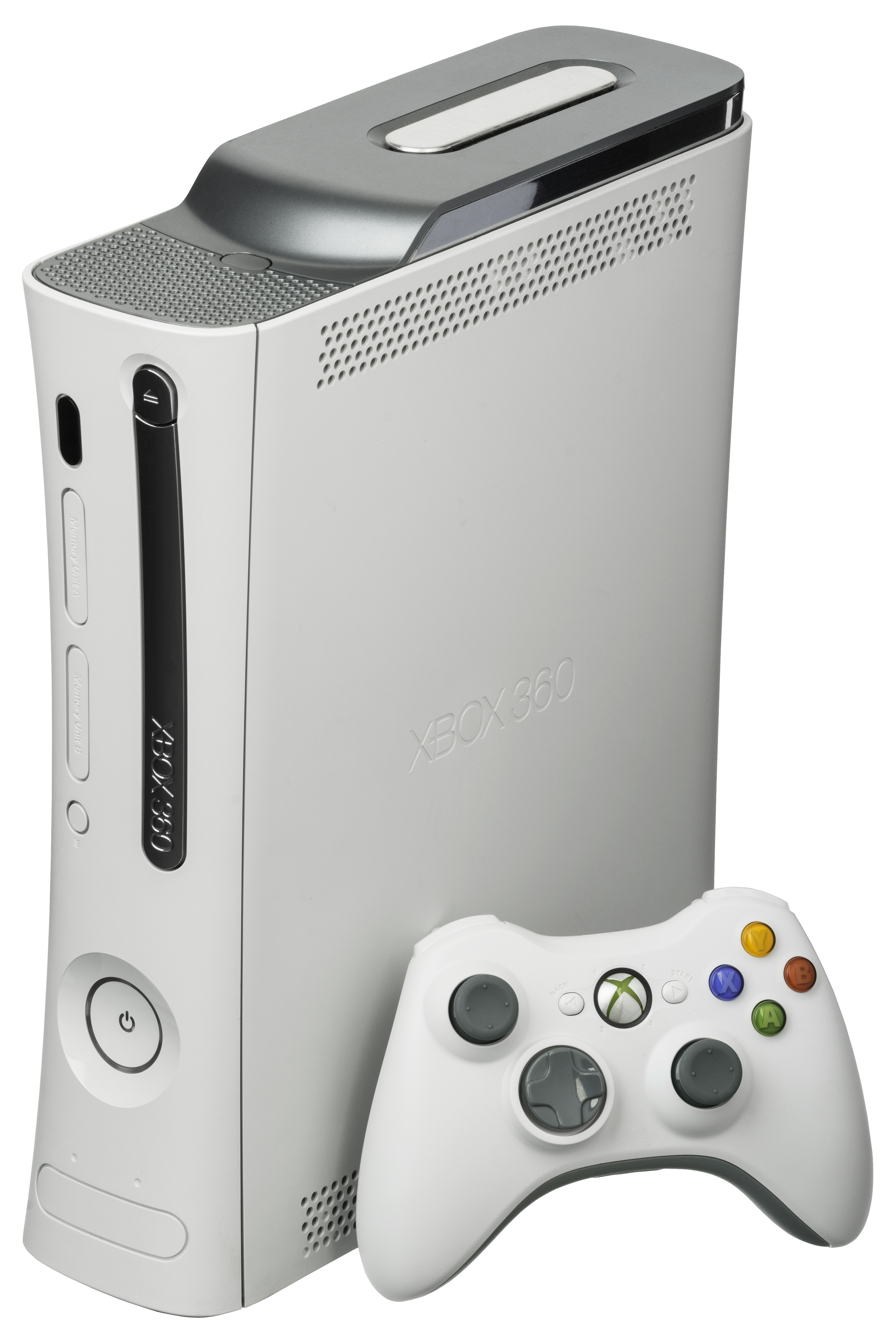
La Xbox 360 Premium.

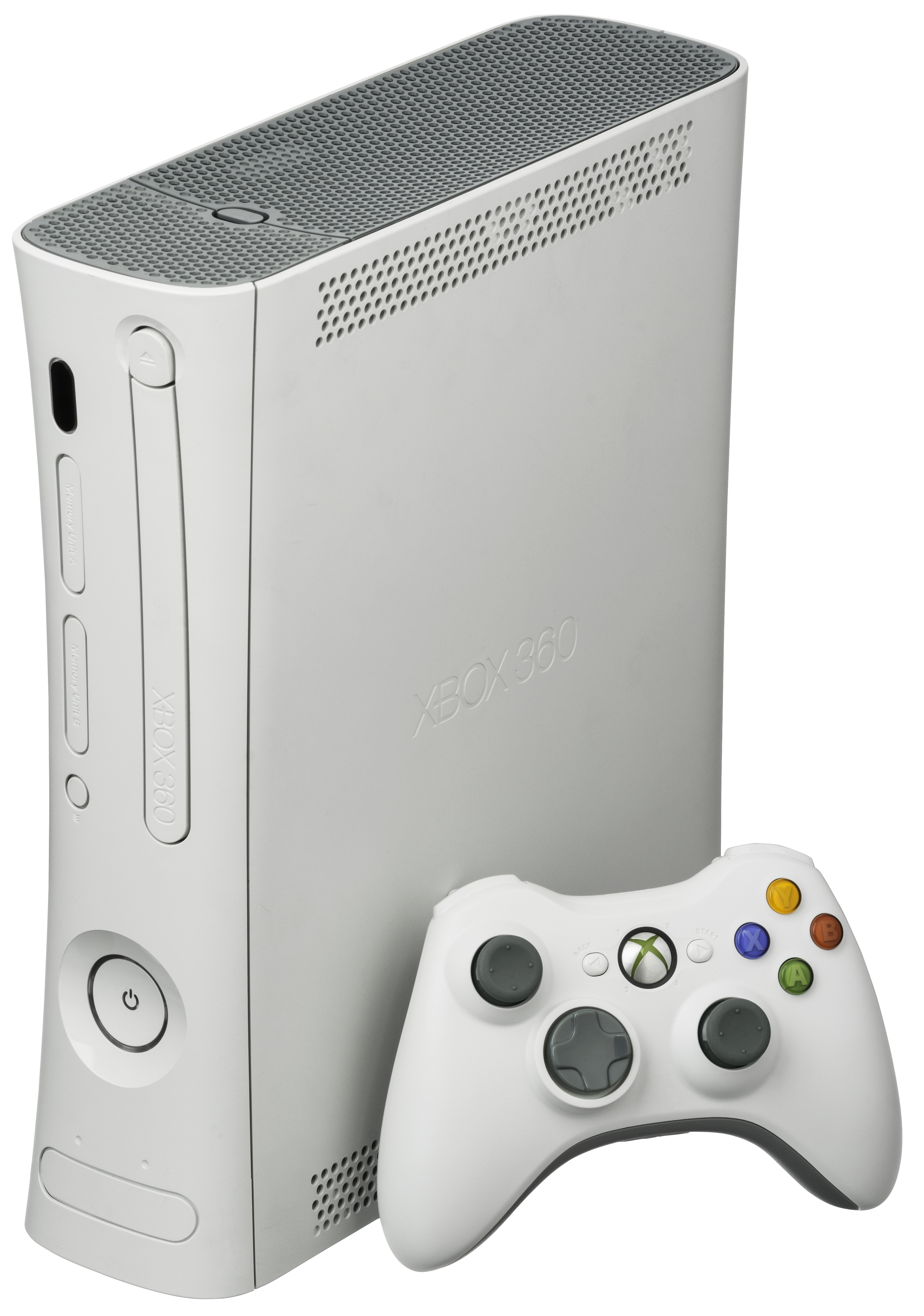
La Xbox 360 Arcade/Core.

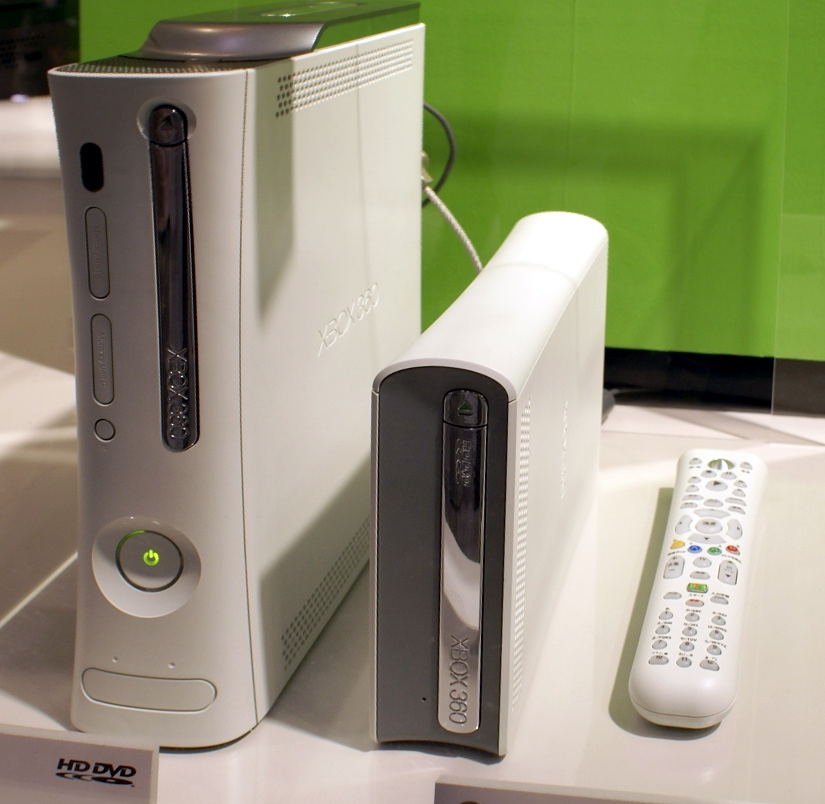
La Xbox 360 acompañada con el reproductor HD DVD.

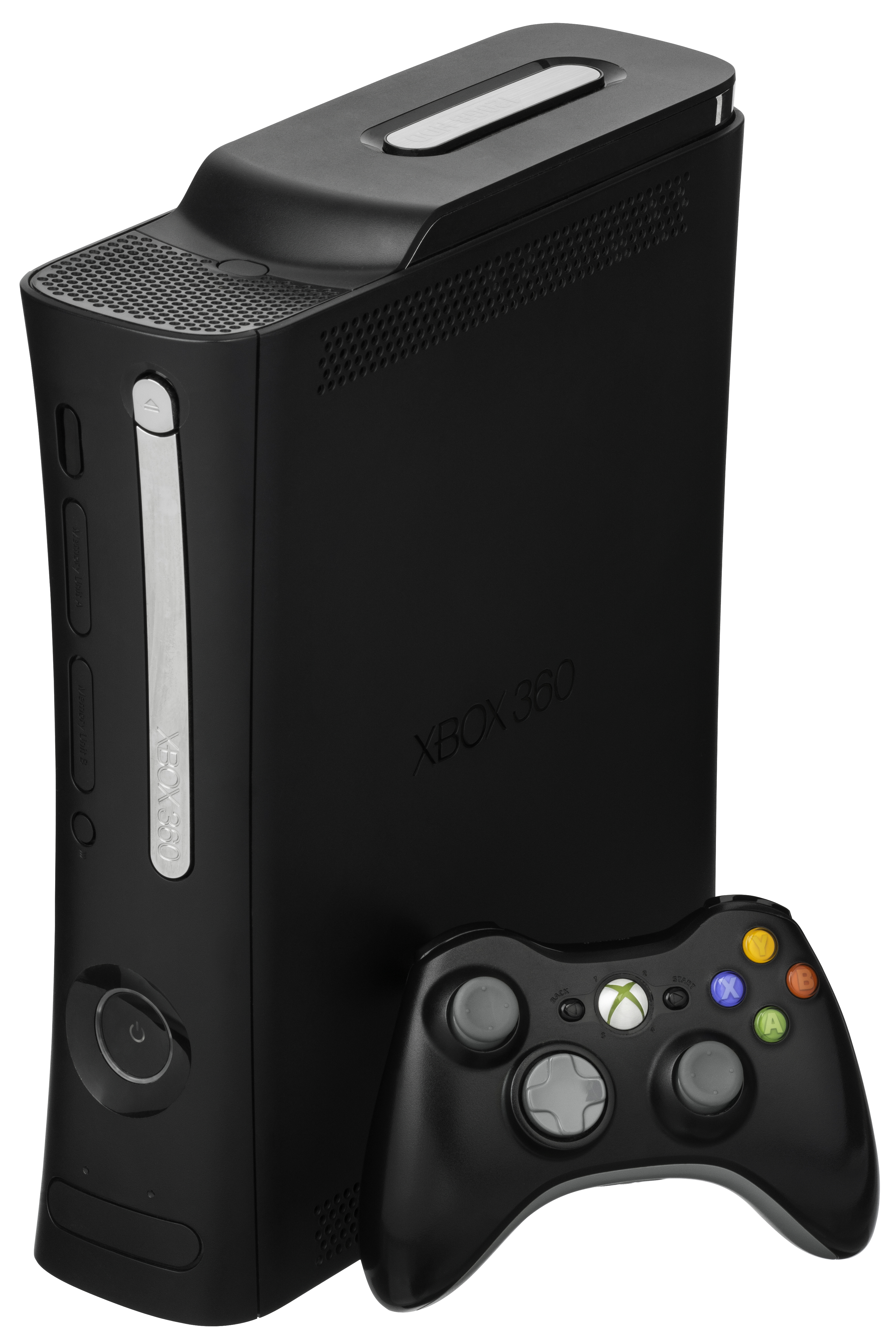
La Xbox 360 Elite.

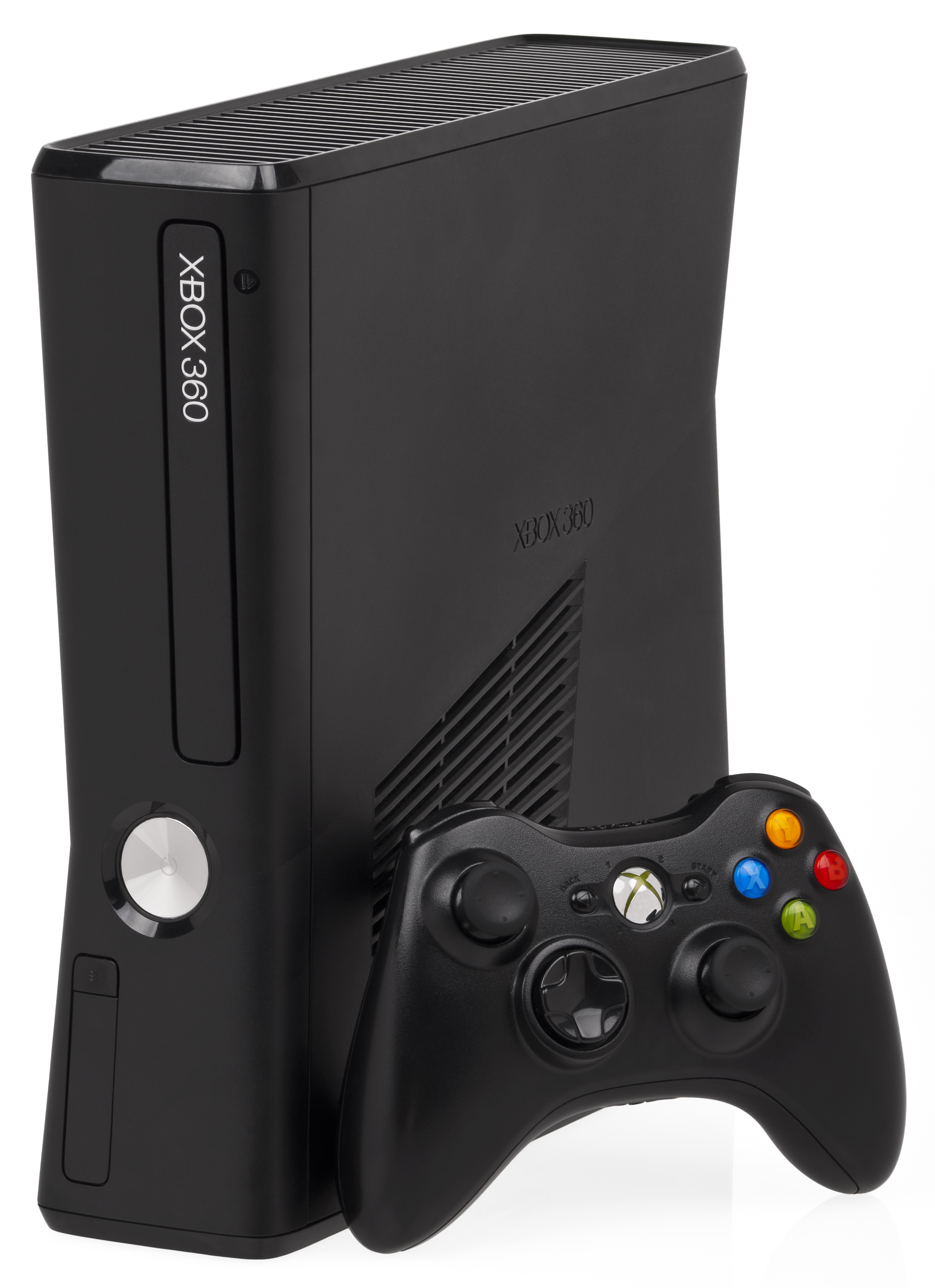
La Xbox 360 S.

### Comparación de los equipos
La información en la tabla está basada en las últimas especificaciones.
| Modelo                 | En producción | Precio                                                           | Apariencia                                          | Almacenamiento                                                 | Accesorios                                                                                        | HDMI                              | Juegos incluidos |
| ---------------------- | ------------- | ---------------------------------------------------------------- | --------------------------------------------------- | -------------------------------------------------------------- | ------------------------------------------------------------------------------------------------- | --------------------------------- | --- |
| 4 GB / 250 GB / 320 GB | No            | 250GB:US $299.99 COP $ 520.000 EUR €299.95 / 4 GB: EUR €199.95   | Negro, nuevo diseño diferente al estándar Xbox 360. | Sí, memoria interna de 4 GB y disco duro de 250 GB o de 320 GB | 1 mando inalámbrico Auriculares Cable de video compuesto Kinect Ready*                            | Sí                                | Solo para el modelo de 250 GB de Estados Unidos: Forza Motorsport 3 y Alan Wake / En el resto de países suele incluirse el control Kinect y el videojuego Kinect Adventures, ahora los más nuevos suelen llevar el Gears of War 3 o el Forza Horizon incluido.  |
| 120 GB Elite           | No            | US $299.99 CAD $329.99 GB £199.99 €199.95 JP ¥39,800 AUD $549.00 | Negro mate, acabado en cromo                        | Sí 120 GB HDD                                                  | 1x mando inalámbrico Cable Ethernet Auriculares de Xbox 360 Cable de vídeo compuesto Cable de A/V | Sí                                | Ninguno (agosto de 2009) Paquetes de vacaciones 2008 incluyen Kung Fu Panda y Lego Indiana Jones Paquete de primavera 2009 incluyeron Halo 3 y Fable II. |
| Arcade                 | No            | US $199.99 CAD $229.99 GB £159.99 €179.99 JP ¥19,800 AUD $299.00 | Blanco mate                                         | Si 256 MB Tarjeta                                              | 1x mando inalámbrico Cable de vídeo compuesto                                                     | Sí                                | Disco de compilación de Xbox Live Arcade: Boom Boom Rocket, Feeding Frenzy, Luxor 2, Pac-Man Championship Edition,Uno y Minecraft** |
| 60 GB Pro              | No            | US $249.99 CAD $299.99 GB £169.99 €239.99 JP ¥29,800 AUD $399.00 | Blanco mate, acabado en cromo                       | Sí 60 GB HDD                                                   | 1x mando inalámbrico Cable Ethernet Auriculares de Xbox 360 Cable de vídeo compuesto              | Sí                                | Hexic HD Incluidas 2008 paquetes de vacaciones Kung Fu Panda y Lego Indiana Jones. (Incluido en Nueva Zelanda: Viva Piñata y Forza Motorsport 2.) Edición limitada 2009: Trivial Pursuit, Burnout Paradise: the Ultimate Box y código XBOX LIVE para Conecta 4. |
| 20 GB Pro              | No            | US $249.99 CAD $299.99 GB £169.99 €239.99 JP ¥29,800 AUD $399.00 | Blanco mate, acabado en cromo                       | Sí 20 GB HDD                                                   | 1x mando inalámbrico Cable Ethernet Auriculares de Xbox 360 Cable de vídeo compuesto              | Se incluyó el 9 de agosto de 2007 | Hexic HD |
| Core                   | No            | US $279.99 GB £199.99 JP ¥27,800                                 | Blanco                                              | No                                                             | 1x controlador con cable Cable de vídeo compuesto                                                 | No                                | Región específica |

- Nota: Según Microsoft todas las Xbox 360 son compatibles con el nuevo periférico Kinect.

#### Ediciones especiales

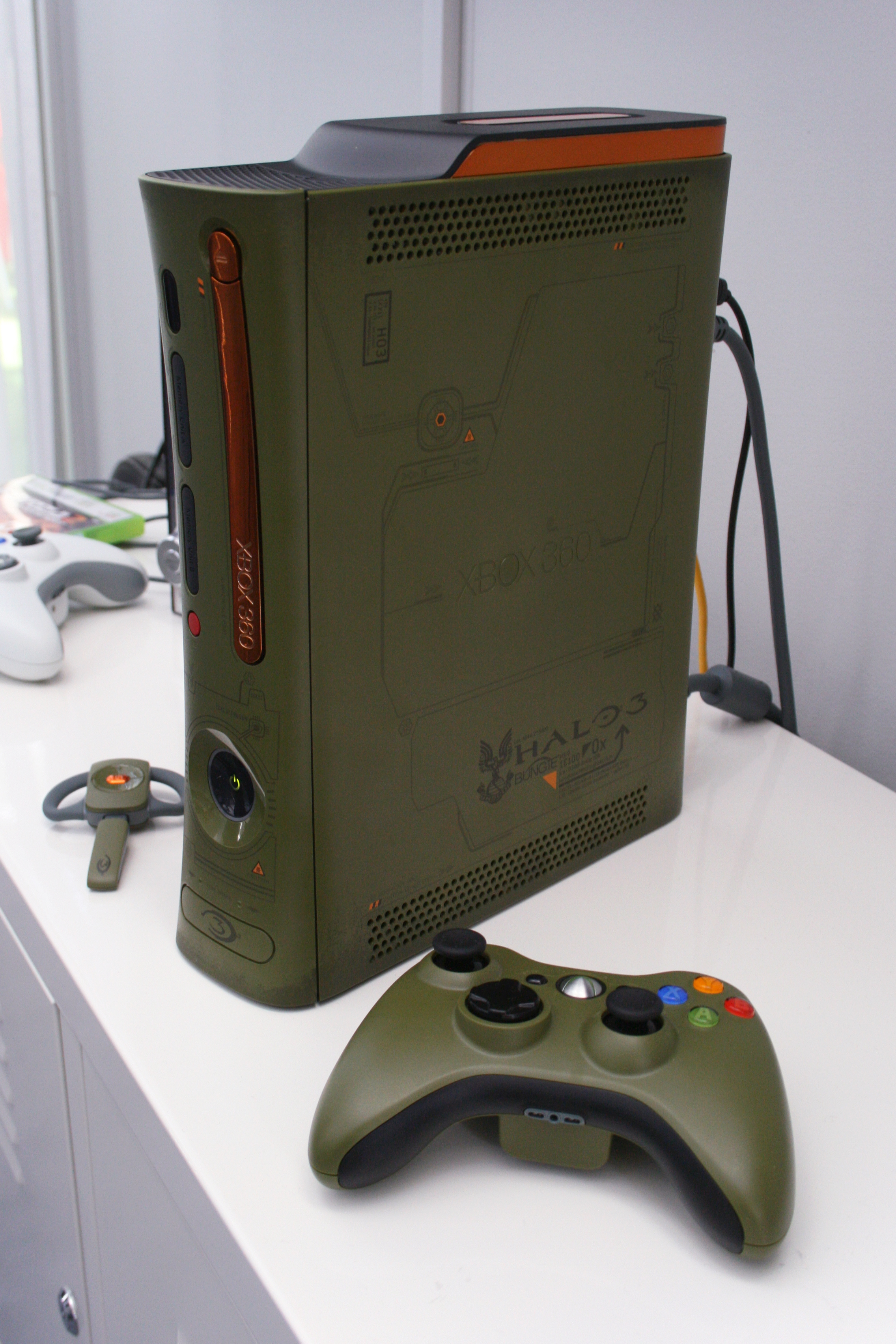
Edición especial del videojuego Halo 3.

En pocas ocasiones, Microsoft ha producido ediciones especiales de la consola, por lo general coincide con el lanzamiento de un producto principal. Estas ediciones especiales suelen ser colores personalizados de los modelos de Xbox 360, y son producidas en números limitados.
En la rueda de prensa de la Electronic Entertainment Expo 2007, Microsoft anunció la edición especial Halo 3 de la consola Xbox 360, lanzada el 16 de septiembre de 2007. La cubierta exterior de la consola tiene un tema del juego, al igual los auriculares inalámbricos, y el controlador inalámbrico. El paquete incluye un casco del personaje principal del juego, un controlador inalámbrico, auricular inalámbrico, disco duro de 20 GB, y puerto HDMI. Su precio es de US$399.99 y €279.99 (Precio original de la Xbox 360 Premium).
Durante la promoción de la película de Los Simpsons, Microsoft creó una edición especial, de amarillo de la consola Xbox 360. Esta configuración está basada en el paquete Xbox 360 Premium, con la única diferencia del esquema de color de la consola Xbox 360 y el controlador inalámbrico. Las consolas se da a los ganadores de los dibujos que tienen lugar entre el 18 de julio de 2007 y el 27 de julio de 2007, la repartición del equipo se dio en 10 días y en cada día fue sorteado un número. Esta Edición es limitada, ya que se produjeron 10 consolas.
Junto con la salida de Resident Evil 5, el 13 de marzo se lanzó un paquete especial basado en la Xbox Elite, de color rojo. También, se incluye un código para descargar en la Xbox Live el juego Street Fighter II Turbo HD, además del juego de Resident Evil 5 edición normal y contenido especial para descargar en Xbox Live del mismo juego.
Call of Duty: Modern Warfare 2 fue publicado en una edición especial que contenía dos controles inalámbricos y la edición Elite de la videoconsola con logotipos alusivos al videojuego.
En 2010 se lanzó una edición especial del nuevo modelo S, en un paquete que contiene el videojuego Halo: Reach, auriculares, dos controles inalámbricos y la consola, estos últimos en acabado gris metálico con diseños alusivos al juego mencionado.
Con motivo del lanzamiento de Gears of War 3, Microsoft puso a la venta en 2011 una edición especial del modelo S con un disco duro de 320Gb, con una combinación de colores granate y negra, con el logotipo del juego.
Kinect Star Wars también tiene su edición especial para la consola en el modelo S. En este caso la consola está adornada con motivos que recuerdan la apariencia del androide R2-D2 (incluso emite sonidos como los del robot), mientras que el mando es dorado y con partes que recuerdan a cables, imitando así la apariencia del androide C-3PO e incluye el Kinect en color blanco, también incluye el videojuego kinect star wars.El lanzamiento de esta versión fue estrenado el 6 de abril de 2012.
El 8 de noviembre de 2011 fue puesta a la venta la edición de Call of Duty: Modern Warfare 3. Esta edición incluye una consola de xbox360 edición modern warfare 3 color gris así como 2 controles inalámbricos, un auricular y una copia del juego Call of Duty: Modern Warfare 3, además de la consola con un disco duro de 320 GB.
El 6 de noviembre Microsoft y 343 Industries lanzaron a la venta la edición especial de Halo 4 esta edición consta de: 2 controles con motivos del juego y ledes azules, un auricular negro, una copia del juego versión estándar en este caso la consola está adornada con motivos representativos del juego y tiene un disco duro de 320 GB.

## Hardware y accesorios

### Hardware
La Xbox 360 ofrece un aspecto más compacto y elegante, a comparación de su predecesor. La consola está disponible en tres colores: blanco mate, negro mate y negro brillante, a excepción de la videoconsola Xbox 360 Elite, que ofrece por una parte negro mate y por la otra un tono de negro brillante. En la parte superior (en vertical, horizontal al lado izquierdo) cuenta con un puerto especial para conectar un disco duro que puede ser cualquiera de los tamaños disponibles (de 20, 60, 120, 250, 320 o 500 GB). Dentro, la Xbox 360 utiliza un procesador central de tres núcleos, diseñado por IBM, bajo el nombre Xenon y corre a una velocidad de 3.2GHz. La Xbox 360 Dispone de una unidad de procesamiento gráfico, diseñado por ATI, bajo el nombre ATI Xenos, cuenta con 10 MB de EDRAM incorporado al GPU. Tiene una memoria RAM unificada del tipo GDDR3 cuyo tamaño es de 512 MB. Además, dispone de un puerto Ethernet10/100, tres puertos USB2.0 y dos slots para tarjetas de memoria, y soporta cuatro controladores inalámbricos. Por último, el equipo tiene un tamaño aproximadamente de 258 mm (anchura) x 309 mm (altura) x 83 mm (fondo) y pesa aproximadamente 3.5 kilogramos.

### Accesorios

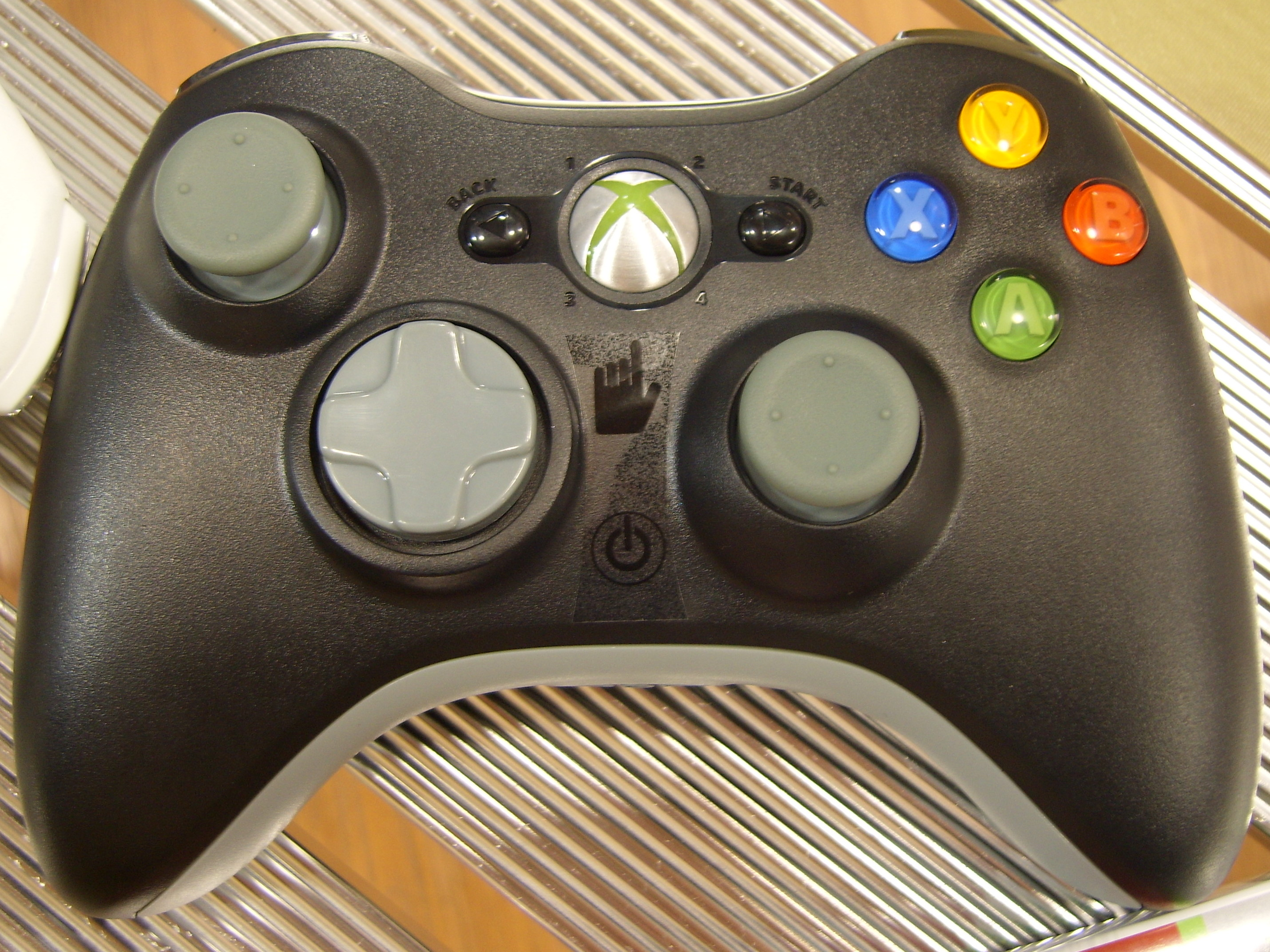
El mando inalámbrico de la Xbox 360, conocido como Control Xbox 360. El mando para Xbox 360 es especial para que sea mucho más cómodo que el de otros videojuegos haciendo que se moldee a la mano y no al revés, a su vez los joysticks están hacia adentro para que sea más práctico y además el izquierdo tiene un poco más de elevación, ya que al ser el de correr para no cansarse.

La consola dispone de una gran variedad de accesorios, incluidos los controladores con cable e inalámbricos, las carátulas intercambiables en la parte frontal, el volante inalámbrico para juegos de carreras de una manera realista, los auriculares para chatear, cámaras webs para videoconferencias, adaptador de red inalámbrico, el reproductor de películas de alta definición HD DVD (cuya producción se ha suspendido), tres tamaños de tarjetas de memoria, y cinco tamaños de unidades de disco duro (20 GB, 60 GB, 120 GB, 250, 320 y 500 GB), entre otros artículos. Todos los accesorios siguen el mismo estilo de diseño de la consola y estos pueden ser utilizados en una computadora personal como el Control Xbox 360.
Después del abandono de Toshiba en la fabricación del HD DVD (formato de disco en que se apoya la Xbox 360 para la reproducción de películas en alta definición) en febrero de 2008, Sony Electronics empezó negociar con Microsoft, para que las consolas Xbox soportasen el formato de disco óptico Blu-Ray. Esta unidad Blu-Ray hubiera sido externa como el HD DVD oficial para la Xbox 360 o se incluiría en el modelo de gama alta (Xbox 360 Elite), pero no se concretó.

### Kinect

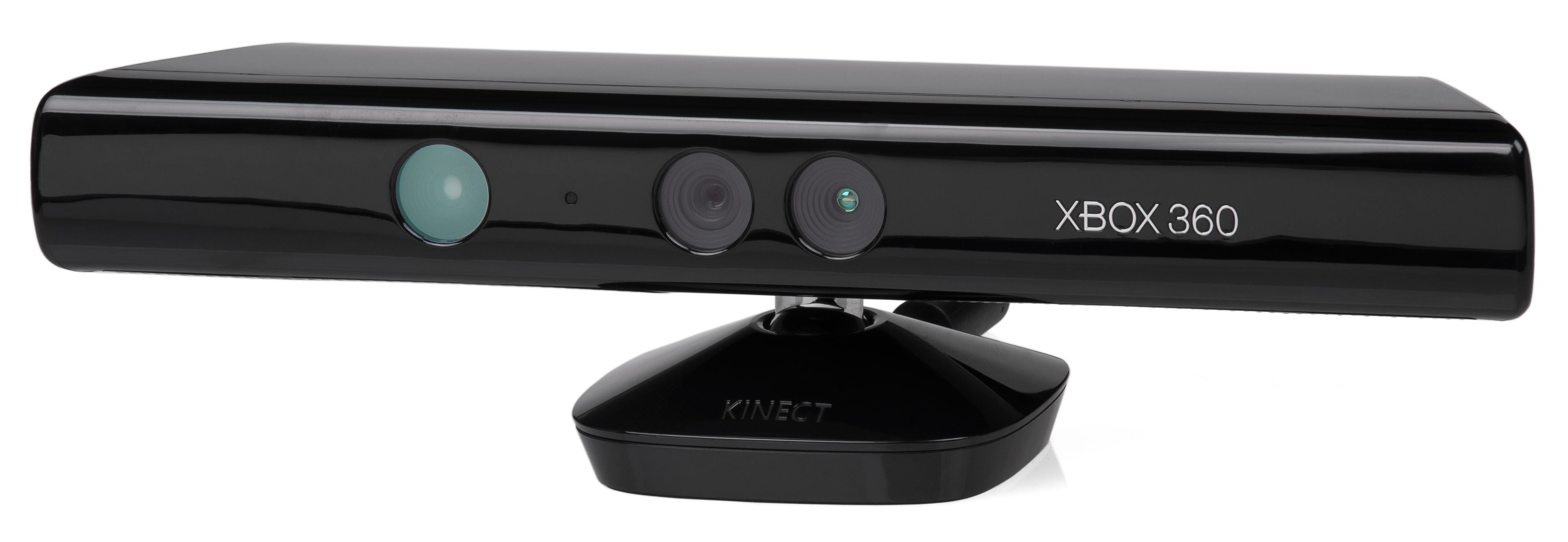
Kinect.

En mayo de 2009, se anuncia el desarrollo de una cámara basada en la tecnología de sensor de movimiento, misma empleada en el Control Remoto Wii, según el periódico estadounidense The Wall Street Journal. Se trata de una cámara que permite un control más preciso en los juegos, basándose en el movimiento corporal del jugador. En junio de 2009, en la feria de juegos de computación que se celebra en Los Ángeles, fue presentada la cámara con el nombre clave de Project Natal y se confirma su lanzamiento en 2010.
Kinect es un controlador de "sensor de movimiento" para la Xbox 360. Se dio a conocer por primera vez el 1 de junio de 2009 en la Electronic Entertainment Expo, bajo el nombre en clave, Project Natal. Kinect permite a los usuarios controlar e interactuar con la Xbox 360 sin la necesidad de usar un controlador de juego a través de una interfaz de usuario natural usando gestos, comandos de voz, o presentando objetos e imágenes. Este dispositivo es compatible con todos los modelos existentes de la Xbox 360. El 26 de octubre de 2010 es la fecha prevista de lanzamiento. En octubre de 2010, se presentó en Madrid el periférico con una fecha de salida prevista para el 11 de noviembre de 2010. En enero de 2011 Microsoft publicó las cifras de ventas de Kinect y estas ascienden a más de 8 500 000 unidades.

## Software

### Xbox Dashboard
Es un pequeño sistema operativo que está almacenado en la memoria de solo lectura de la consola, este se encarga en administrar el contenido informático de la consola. La interfaz gráfica del programa está conformada por cuatro pestañas o páginas, el usuario se va desplazando con el pad del control Xbox 360, o con las flechas de un teclado. Cada pestaña administra diferentes contenidos como el Xbox Live, los Juegos, la multimedia y la configuración del sistema. El Dashboard se ejecuta automáticamente cuando se inicia la consola, solo en caso de que no se haya introducido previamente un disco en la bandeja. En la actualización de 9 de mayo de 2007, el MarketPlace pasó a formar una nueva pestaña.

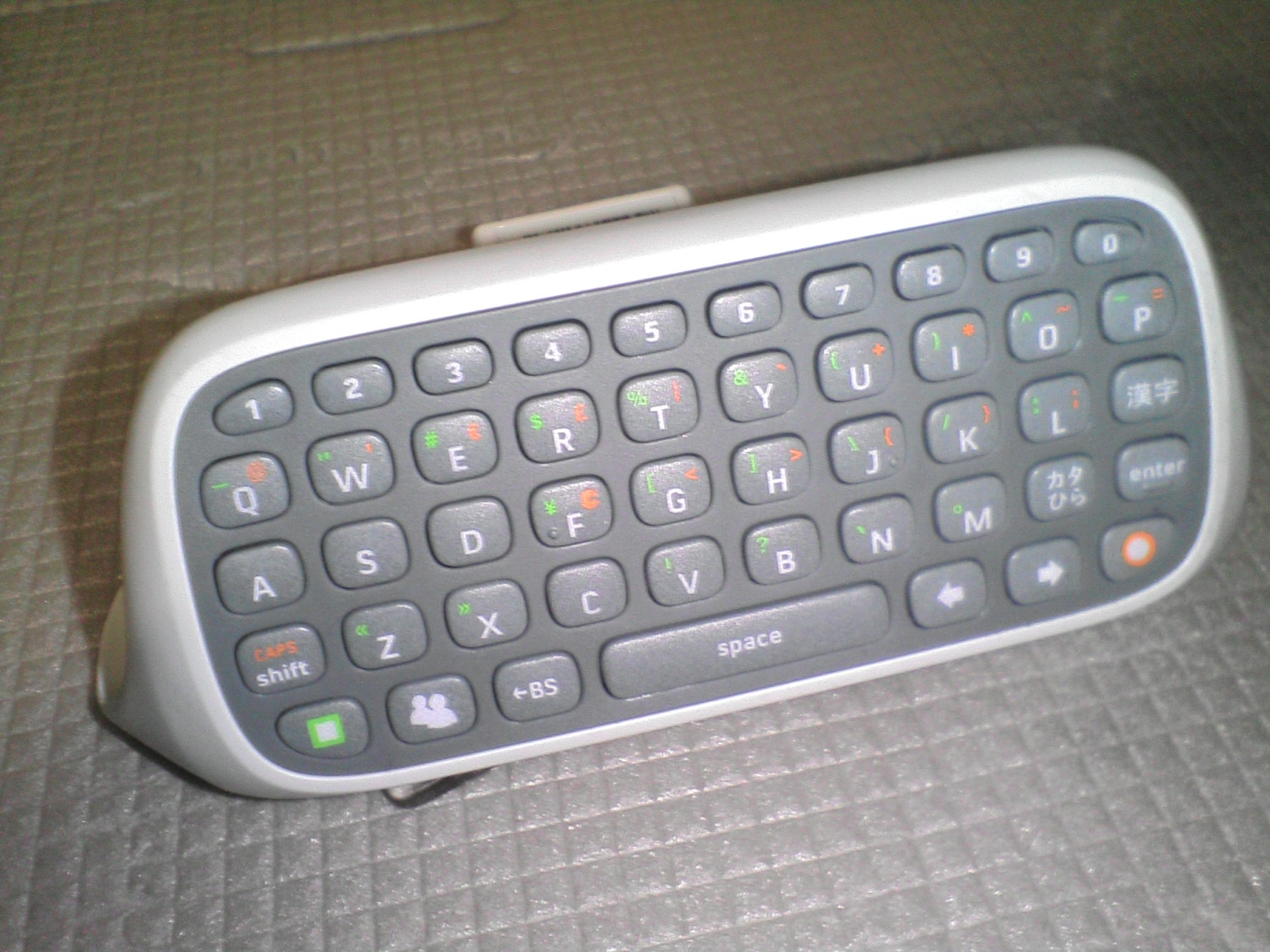
El pequeño teclado que se añade al Control Xbox 360.

Desde el lanzamiento de la consola, Microsoft ha distribuido varias actualizaciones para el sistema operativo. Estas actualizaciones han incluido nuevas funciones a la consola; en la Xbox Live se mejora su funcionalidad y la reproducción multimedia; se añade la compatibilidad para los nuevos accesorios, y la corrección de algunos errores en el software. El 30 de diciembre de 2006, el firmware tuvo su primera actualización en donde se corrigieron algunos errores y agregaron la opción de mantener las partidas guardadas cuando se elimina un perfil. En la actualización de la primavera 2007, al Dashboard se le añade el programa cliente de mensajería instantánea "Windows Live Messenger", gracias a este agregado los usuarios con Xbox 360 pueden conversar con los usuarios que empleen sistemas operativos Windows y Mac OS X.
Un aspecto importante del programa, el jugador puede chatear mientras se encuentra disputando una partida multijugador a través de la Xbox Live. El programa puede ser controlado por un teclado USB conectado en los puertos USB de la consola o el Messenger Kit, con el fin de no estar seleccionando letra por letra con el Control Xbox 360. También el programa puede ser controlado mediante el control remoto distribuido en la versión Xbox 360 Premium o Elite.
El Dashboard también dispone del programa de entretenimiento para el hogar “Windows Media Center”, es una aplicación informática que sirve para visualizar el contenido de una computadora personal en una televisión. Los contenidos que se pueden visualizar son fotografías, música y películas. La manera de usar y controlar el programa es mediante el control de multimedia de la Xbox 360, teclado o el mando de la Xbox 360. La última actualización al Dashboard, fue la revisión 2.0.6683, y se dio a conocer el 4 de diciembre de 2007. En mayo de 2008, Microsoft decide cancelar la actualización de primavera, para enfocarse al mejoramiento del servicio en línea Xbox Live.
El 19 de noviembre de 2008, es actualizada la interfaz gráfica de la Xbox 360 donde se sustituyen las pestañas por un menú giratorio similar al Windows Media Center, se conoce como "New Xbox Experience" o NXE.
El 6 de diciembre de 2011, se actualiza la interfaz incorporando nuevas aplicaciones, como, televisión, YouTube (para estas dos últimas aplicaciones se requiere la suscripción Xbox Live Gold), control por voz y gestos (en interfaz y algunos juegos) y control con teléfono móvil con el sistema operativo Windows Phone.

### Catálogo de juegos

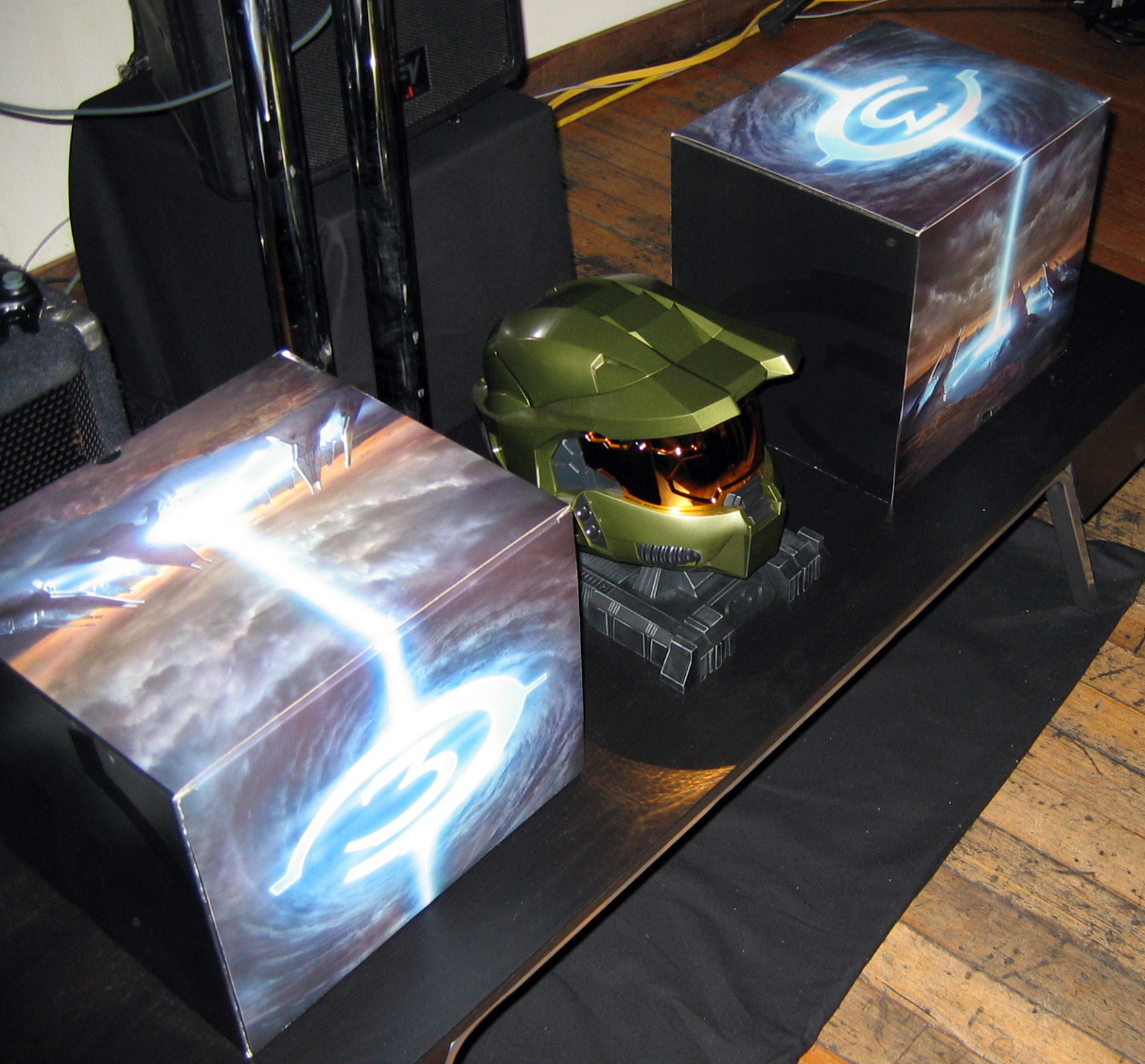
Halo es una de las franquicias principales de la Xbox 360. "2006 a 2013"

Durante su lanzamiento, catorce juegos estuvieron disponibles en Norteamérica y trece juegos en Europa. El juego más vendido en el primer año de vida de la consola, fue Call of Duty 2, vendió más de un millón de copias. Otros juegos vendidos en el primer año de la consola: Tom Clancy's Ghost Recon Advanced Warfighter, The Elder Scrolls IV, Dead or Alive 4, Saints Row y Gears of War. No obstante, en el mercado japonés fueron ofrecidos inicialmente seis juegos, y el título más esperado para esa región fue Dead or Alive 4, sufrió un retraso de última hora lo cual apareció varias semanas después del lanzamiento en Japón. Otros juegos planeados para esta región: Chromehounds, Ninety-Nine Nights, Phantasy Star Universe, estos fueron lanzados después.
La Xbox 360 dispone de más de mil doscientos juegos basados en todo tipo de géneros, aunque además de los programados para la consola, esta es capaz de emular muchos de los juegos de su predecesora mediante un sistema de emulación por software. Además también se encuentran los juegos arcade que reviven viejos títulos de la década de 1980 y de 1990 de empresas como Sega o Atari entre muchas otras, dichos juegos arcades están disponibles a través del Xbox Live o en DVD. A pesar de ello, su catálogo ha sufrido críticas por el gran número de videojuegos de disparos en primera persona en comparación con los demás géneros de videojuegos.

### Retrocompatibilidad
Debido al cambio de arquitectura en la Xbox 360, con respecto al Xbox, el sistema recurre a la emulación para ejecutar los juegos de la anterior Xbox. Los títulos más comerciales han sido adaptados rápidamente en el sistema y se pueden ejecutar sin problemas. Cada determinado tiempo se lanza una nueva versión de emulador oficial que permite jugar títulos anteriores.
En junio de 2008, la lista de juegos de los EE. UU. asciende un total de 464 juegos desde la actualización de noviembre de 2007, pero hay un menor número de títulos compatibles en el mercado europeo y japonés, con 295 y 101 títulos, respectivamente. Inicialmente, Microsoft mencionó que tienen la intención de distribuir una gran cantidad emuladores a medida que estén disponibles, con el objetivo de convertir toda la biblioteca de la Xbox a Xbox 360. Desde entonces, han hecho múltiples declaraciones que indican que esta nunca podrá ser completa si bien la tasa de cambios a la lista de compatibilidad hacia atrás aún continúa de manera constante.

### XNA Game Studio
XNA Game Studio es un conjunto herramientas para el desarrollo de videojuegos para las plataformas Xbox, Xbox 360, Microsoft Windows y Zune. Este programa permite a los usuarios diseñar sus propios videojuegos, sin tener grandes conocimientos de programación. El conjunto de herramientas XNA se anunció el 24 de marzo de 2004 en la Game Developers Conference en San José, California.
XNA dispone de una comunidad desarrollo para la Xbox 360 conocido Xbox Live Community Games; en el cual los usuarios pueden subir sus propios juegos hechos por ellos mismos para descargar en Xbox Live. La comunidad tiene un costo anual de US$99/GB£65 por suscripción. La suite del programa ha tenido ochocientos mil descargas en todo el mundo.

## Xbox Live
Xbox Live es el servicio en línea creado por Microsoft para dar soporte a los juegos multiplayer de la Xbox 360, y plataformas con Windows Vista, este servicio tiene un costo por suscripción. Este servicio se estrenó el 15 de noviembre de 2002, en los EE. UU. y el 14 de marzo de 2002 en Europa, teniendo un gran éxito. El servicio ofrece distintos contenidos a descargar tales como juegos arcade, juegos Xbox, películas, música, extras (de los juegos comprados en DVD), demos y actualizaciones al Dashboard. Aparte de pagar la suscripción por el servicio, el suscriptor también paga los contenidos por separado mediante tarjetas pre pagadas que se adquieren en tiendas de videojuegos o son pagadas con tarjetas de crédito. Sin importar el costo del servicio, el Xbox Live agrupa hoy en día a 10 000 000 usuarios en 30 países que interactúan en nueve idiomas diferentes.
El 16 de noviembre de 2006, Microsoft anunció la Xbox Video Marketplace, una tienda de vídeo exclusiva para los poseedores de la consola. En mayo de 2008, el título Grand Theft Auto IV se posicionó como el juego número uno de los más jugados en la Xbox Live desplazando a Call of Duty 4 y Halo 3 en segundo y tercer lugar respectivamente. En enero de 2009, Microsoft reportó 17 000 000 usuarios registrados, dicha cifra se incrementó gracias a la actualización del Dashboard, que integra la interfaz New Xbox Experience, a finales de 2008.

## Multimedia

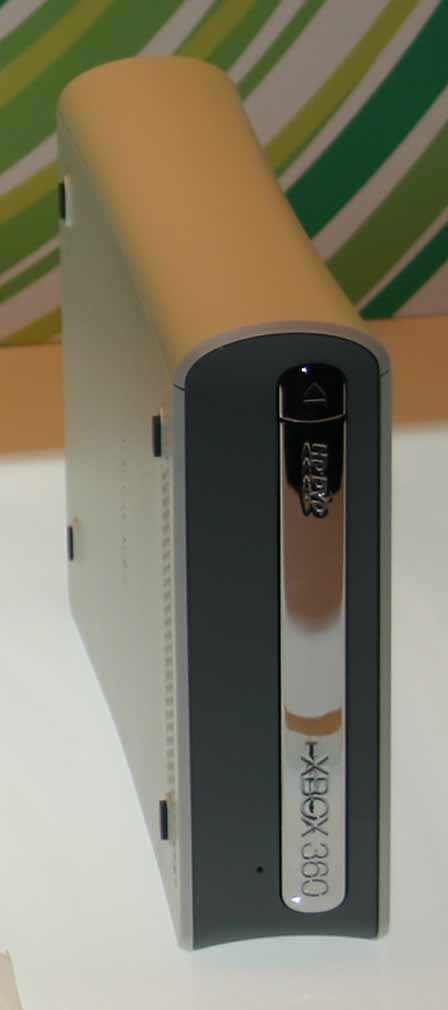
El reproductor oficial de películas HD DVD para la Xbox 360.

La Xbox 360 ofrece características de multimedia similares a la predecesora Xbox. La consola es compatible con diversos formatos de discos óptico: DVD-Video, DVD-ROM, DVD-R/RW, DVD+R/RW, CD-DA, CD-ROM, CD-R, CD-RW, discos de audio con formato Windows Media Audio, MP3 CD, y JPEG Photo CD. La consola tiene la capacidad de reproducir música en CD o reproducir películas en DVD. La música contenida en un CD puede ser almacenada en el disco duro de la consola. Algunos reproductores de audio (iPod o Zune) pueden ser utilizados en el equipo, gracias a sus puertos USB 2.0. Otra capacidad importante de la Xbox 360, el contenido fotográfico de una cámara digital puede ser visualizado en el equipo. En los paquetes Premium y Elite, sus disco duros contienen: canciones de algunos artistas, un pequeño video del proceso de diseño de la consola y promocionales de cine.
Las imágenes contenidas en una unidad de almacenamiento (disco duro o memoria flash) se pueden visualizar en la Xbox 360, y realizar presentaciones de diapositivas de fotografías de las colecciones con diversos efectos de transición. Los contenidos fotográficos almacenados en servidores u ordenadores, también pueden ser reproducidos en la Xbox 360 mediante el programa Windows Media Center (es indispensable contar con una conexión en red).
La Xbox 360 se apoya en el formato de video WMV, así como los de alta definición H.264, MPEG-4, WMV y el PlaysForSure WMV video. En la actualización de otoño de 2007, al Dashboard se añade el soporte para la reproducción del formato de video MPEG-4 Parte 2 Advanced Simple Profile (ASP). A finales de 2007, aparece una nueva actualización al firmware de la consola, se añade el soporte de reproducción del formato de video MPEG-4 Parte 2, que es el utilizado por Divx y Xvid.
Desde el lanzamiento de la Xbox 360, Microsoft apoyo el formato de películas de alta definición HD DVD. El 17 de noviembre de 2006 fue lanzado el reproductor oficial HD DVD para la Xbox 360, el dispositivo tuvo un costo inicial de 200 dólares en el mercado estadounidense, el paquete incluye una película, disco de instalación, control remoto y fuente de alimentación. El equipo dispone de un cable con conector USB con el cual se conecta en los puertos USB de la Xbox 360. Por otra parte, el reproductor puede ser utilizado en una computadora personal, gracias al conector USB, lo cual permite a los usuarios reproducir los contenidos de HD DVD o DVD en la PC.
Tras el fracaso comercial del formato HD DVD y el cese de fabricación de este, el lector de HD DVD para Xbox 360 sufrió el mismo destino, siendo su venta descontinuada y pudiendo adquirirse las últimas unidades disponibles en tiendas a un precio bajo.

## Problemas técnicos

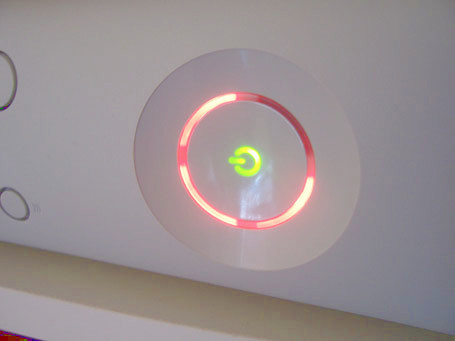
La Xbox 360 presentando el problema "El círculo de la muerte" (indicado por luces rojas) provocado por el fallo general de hardware de la consola.

Algunas consolas pueden estar sujetas a problemas técnicos siendo visualizadas unas luces rojas en la parte frontal de la consola, que aparecen después de jugar una cierta cantidad de horas. Una semana después de su lanzamiento, empezaron a surgir algunos informes con respecto a problemas con el equipo. En los informes mencionaban que el equipo funciona como unos 15 minutos, poco después se congelaba la imagen del juego. En 2006, Microsoft empezó a recibir una gran cantidad de quejas, en relación con fallos en el equipo. Microsoft comenzó a extender la garantía de 90 días a los equipos afectados, pero esta medida solo fue llevada a cabo en ciertas regiones como Norteamérica (Canadá y EE. UU.) y Europa.
Uno de los problemas notificados a Microsoft, son las luces rojas en el led de encendido de la parte frontal de la consola. Estas luces indican que el equipo está fallando por el sobrecalentamiento del mismo. Aparte del problema de las luces rojas, los lectores ópticos de algunas consolas, pueden rayar los discos con un movimiento o cambio de posición repentino a esta misma. Una investigación llevada a cabo por la TV neerlandesa Kassa confirmó los problemas del lector, los investigadores también afirmaron que algunas unidades fabricadas por Toshiba son más propensas a rayar los discos que las fabricadas por Hitachi. Finalmente, Microsoft puso en marcha un plan de sustitución de los discos afectados, no obstante, la compañía sufrió algunas demandas por este problema.
El 5 de julio de 2007, Microsoft anuncia que ampliará su cobertura global de la garantía de la Xbox 360. Esta ampliación solo cubre a los equipos que presenten las luces rojas, que incluye todos los equipos que se vendieron en el primer día, hasta los que se han seguido vendiendo en 2008. Esta medida incluye un reembolso a cualquier cliente que haya pagado previamente gastos de reparación derivados por el problema de las luces rojas.
En febrero de 2008, la empresa SquareTrade, hizo un estudio en relación con los clientes que habían enviado su consola Xbox 360 a garantía. Encontraron que 171 consolas (16,4 %) fueron enviadas a garantía por descompostura, significa que una de cada seis consolas tendrá que pasar en algún momento de su vida por el servicio técnico.

## Revisiones de hardware
Microsoft ha efectuado una serie de revisiones en el hardware de la Xbox 360, lo cual ha traído beneficios importantes para el comprador, como la desaparición del problema de las luces rojas. Dentro las mejoras que se ha hecho en el equipo han sido: la disminución del consumo eléctrico, del calentamiento del equipo, y del coste de producción. Cada revisión de hardware se le ha nombrado con un nombre clave.
Código Xenon es el nombre clave de la primera versión del hardware de la Xbox 360. Esta versión tuvo los primeros procesadores de 90 nm y la placa madre no disponía de puerto HDMI. Las placas Xenon ocasionaron varios problemas a los usuarios con las temidas luces rojas, indicando el sobrecalentamiento de este. Xenon sería reemplazado por las versiones posteriores de hardware, código Zephyr y Falcon.
Código Zephyr es el nombre en clave de la primera revisión del hardware de la Xbox 360, de la cual surgiría la Xbox 360 Elite. Consistió en hacer un rediseño de la placa madre, optimizando su consumo energético y utilizando mejores componentes en su armado, además se le agregó un tercer disipador al GPU para mejorar su refrigeración (este aditamento se continuó usando en las demás revisiones de la consola), se le agregaría el puerto HDMI con salida digital para así lograr resoluciones mayores de 1080p como la PlayStation 3, también se le equipó de un disco duro de 120 GB destinado para descargar contenidos de multimedia y por último a la carcasa se le dio un color negro al igual el mando para darle una elegancia a este producto.
Código Falcon es el nombre clave de la segunda revisión del hardware de la Xbox 360, en todos sus modelos. La revisión consistió en sustituir el CPU de 90 nm por uno de 65 nm y por último hacer un rediseño de la placa madre. La revisión trajo un beneficio muy importante para el comprador como fue la reducción de coste del equipo y la disminución del sobrecalentamiento de este. Esta revisión tiene 2 mejoras de esta que es la Falcon V2 que consiste en la integración de 6 condensadores y mejora en las memorias pasando de 64 mb cada una a 128 mb cada una, lo cual genera menos calor. La Falcon V3 incluye 8 condensadores, las mismas memorias que la V2 y además los condensadores pasan de ser electrolíticos a sólidos por lo cual soportan altas temperaturas, esta es una consola mucha más fresca y confiable.
Código Jasper es el nombre clave de la actual revisión de la Xbox 360. El modelo Jasper salió al mercado en octubre de 2008. Su novedad más importante es la utilización de una unidad de procesamiento gráfico rediseñada de 65 nm, elemento que no se pudo incluir en el modelo Falcon. Algunos creen que al disponer la Xbox 360 GPU de 65 nm se erradicará totalmente el sobrecalentamiento del equipo. Sin embargo, Microsoft ha mencionado que no es necesario esperar esta revisión para comprar una Xbox 360 "segura", ya que el modelo Falcon no presenta problemas de sobrecalentamiento.

## Ventas
| Japón | 1 663 102 al 1 de octubre de 2011        | 10 de diciembre de 2005 |
| América | 44 958 811 al 1 de octubre de 2011       | 19 de noviembre de 2005 |
| Europa | 25 798 250 al 1 de octubre de 2011       | 2 de diciembre de 2005  |
| Total | 85 493 412 al 25 de mayo de 2013         |                         |
| Región | Posicionamiento del equipo               | Fecha                   |
| Japón | 1.º Wii, 2.º PlayStation 3, 3.º Xbox 360 | mayo de 2016            |
| Estados Unidos | 1.º Wii, 2.º Xbox 360, 3.º PlayStation 3 | mayo de 2016            |
| Europa | 1.º Wii, 2.º PlayStation 3, 3.º Xbox 360 | mayo de 2016            |
| Las cifras de este recuadro no son oficiales, son una aproximación de lo que ha vendido el equipo. Estas cifras son del sitio web de estadística en videojuegos VG Chartz. |                                          |                         |

El 31 de diciembre de 2005, Microsoft reveló sus ingresos trimestrales de fin de año. Sus ingresos ascendieron a 11 840 000 000 dólares dando lugar los más altos en la historia de la compañía. El ingreso fiscal de la compañía fue de 3 650 000 000 dólares, logrando un crecimiento de 5,5 % en comparación con los 3 460 000 000 dólares en el último trimestre de 2004. Sin embargo, los resultados mostraron una caída de un 2 % en los ingresos operativos, Microsoft explicó por no haber satisfecho las previsiones de ventas de su nueva consola Xbox 360 y el lanzamiento de este y de otros productos.
El 9 de mayo de 2006 en la Electronic Entertainment Expo, Bill Gates anuncia que Microsoft tendría una ventaja de diez millones en el momento que Sony y Nintendo entraran al mercado con sus consolas. Microsoft especificó más adelante ese objetivo y las estimaciones de 10 000 000 unidades a finales de 2006.
En octubre de 2007, la división de entretenimiento y dispositivos Microsoft, que incluye la Xbox 360, registró una ganancia de 165 000 000 dólares en el tercer trimestre del año 2007. Las ventas de Halo 3, ha sido un fuerte impulsor de venta de la consola Xbox 360, cuando fue lanzado este juego en EE. UU., Microsoft logró vender 3 300 000 de unidades en su primer mes, alcanzando un ingreso de 300 000 000 dólares en todo el mundo. En ese periodo Microsoft logra vender 1 800 000 consolas Xbox 360.
En el último trimestre de 2007, Microsoft logró aumentar los beneficios en la venta de sistemas operativos, office 2007 y Xbox 360. Sus ingresos han sido de un 30 % con respecto al mismo trimestre del año anterior. Las ganancias netas del trimestre ascendieron de 4 700 000 000 dólares con unas ventas de 16 370 000 000.
Según las cifras emitidas por NPD respecto al consumo de videojuegos en febrero de 2008, los jugadores estadounidenses han gastado 159 000 000 dólares en videojuegos de la Xbox 360, superando a los usuarios de Wii con 131 000 000 dólares y 80 000 000 dólares con los de la PlayStation 3.
En marzo de 2008, las ventas de la Xbox 360, en Reino Unido, han tenido un incremento de un 40 %, debido a las rebajas recientes en todos sus modelos dentro del mercado europeo. La Xbox 360 se ubica como la consola más barata en el mercado europeo, dejando atrás su competidor Nintendo con su Wii. Ese mismo mes, Microsoft obtuvo un ingreso de 220 000 000 dólares en venta de videojuegos, lo cual representa un 49 % de la cuota de mercado.
A comienzos del año 2008, Microsoft reportó 17 000 000 consolas vendidas en enero y 18 000 000 consolas en el mes de febrero. El 7 de enero de 2010, Microsoft anunció que ha logrado vender 39 000 000 consolas, además, los consumidores han gastado más de 1 000 000 000 dólares en el servicio en línea Xbox Live a partir de su estreno en 2005. El 29 de octubre de 2010 Microsoft ha actualizado sus datos de ventas de Xbox 360, y la consola suma ya en todo el mundo 42 500 000 de unidades vendidas.

## Recepción y crítica
Tras su lanzamiento, Xbox 360 ha tenido una gran aceptación en el mercado americano y europeo, no obstante, en el mercado japonés hay una escasa aceptación.
El 20 de mayo de 2008, la organización no gubernamental Greenpeace reveló un estudio en donde criticó el uso de materiales químicos en la Xbox 360. En dicho estudio revelaron que el equipo contiene PVC, ftalatos, bromo, plomo, cromo hexavalente y berilio. El estudio también incluye a las principales consolas de la competencia (Sony PlayStation 3 y Nintendo Wii).